# Cantonul Mouy
Cantonul Mouy este un canton din arondismentul Clermont, departamentul Oise, regiunea Picardia, Franța.

## Comune
- Angy
- Ansacq
- Bury
- Cambronne-lès-Clermont
- Heilles
- Hondainville
- Mouy (reședință)
- Neuilly-sous-Clermont
- Rousseloy
- Saint-Félix
- Thury-sous-Clermont